# Nyírfafélék
A nyírfafélék (Betulaceae) a bükkfavirágúak (Fagales) rendjébe tartozó, főleg az északi féltekén elterjedt lombhullató növénycsalád – kivéve a Dél-Amerikában is megtalálható Alnus nemzetséget, amit a nitrogénkötő baktériumok jelenléte is megkülönböztet a többi nemzetségtől. Hat nemzetség 110–200 faja tartozik a családba – ebből Kínában 89 faj él, amiből 56 endemikus.
Főleg egylaki fák egyivarú virágokkal, tagolatlan, szórt állású, kétszeresen fűrészelt levelekkel. A porzós virágok barkát alkotnak, a termős virágzat füzérbe vagy barkába rendeződött kettősbog, amelyből a középső virág gyakran hiányzik. A lepellevelek száma a termős és porzós virágokban egyaránt 0-6. A magház alsó állású, a termés makk, kaszat vagy lependék; csupasz, vagy fajra jellemző burok fedi. Ez lehet a termésen maradó fellevél, vagy (például az éger esetén) toboz. A magkezdeményt egyrétegű integumentum borítja. Kora tavasszal virágoznak; a szél porozza be őket.
Korábban a család két családra volt szétbontva; a Betulaceae  az Alnus és Betula, a Corylaceae az összes többi nemzetséget tartalmazta. Az APG újabb keletű osztályozásában azonban ez a két monofiletikus leszármazási vonal alcsalád szintre került – Betuloideae és Coryloideae néven.
A legközelebbi rokon családnak a kazuárfaféléket (Casuarinaceae) tartják.